# Arturo Bresciani
Arturo Bresciani (Verona, 25 de juny de 1899 - 17 de juny de 1948) va ser un ciclista italià que va córrer durant els anys 20 i 30 del segle xx. Els darrers anys com a ciclista es dedicà a la pista.
El seu principal èxit esportiu fou una victòria d'etapa al Giro d'Itàlia de 1927 i la tercera posició final en l'edició de 1926. El 1924 va participar en els Jocs Olímpics de París en les proves en línia i per equips.

## Palmarès
- 1927
  - Vencedor d'una etapa del Giro d'Itàlia

### Resultats al Giro d'Itàlia
- 1926. 3r de la classificació general
- 1927. 6è de la classificació general. Vencedor d'una etapa
- 1928. 27è de la classificació general

### Resultats al Tour de França
- 1925. 28è de la classificació general